# 7336 Saunders
7336 Saunders este o planetă minoră (asteroid) din Asteroid Amor. A fost descoperită pe 6 septembrie 1989 la Observatorul Palomar de Eleanor F. Helin. 
Obiectul prezintă o orbită caracterizată de o semiaxă mare de 2,3048593 UAi, o excentricitate de 0,4792, o înclinație de 7,19654 ° în raport cu ecliptica.